# Acraea lactea
Acraea lactea är en fjärilsart som beskrevs av Sheffield Airey Neave 1910. Acraea lactea ingår i släktet Acraea och familjen praktfjärilar. Inga underarter finns listade i Catalogue of Life.